# Сергий (Блэк)
Епископ Сергий (в миру Дэвид Блэк, англ. David Black; род. 1942, Уиллимантик) — архиерей Истинно-православной церкви Греции (Синод Хризостома), епископ Портлэндский (с 2011).

## Биография
Родился в 1942 году в городе Уиллимантик, штата Коннектикут, в протестантской семье Фрэнка Альберта и Этель Милдрет Блэк. В детстве проводил лето и каникулы в сельском поселении в северном Вермонте у бабушки, которая имела большое влияние на его формирование.
Узнал о православии, прочитав статью богослова и священника Георгия Флоровского, в 1963 году принял православие в Северо-Американской митрополии).
В 1964 году окончил Коннектикутский университет со степенью бакалавра в области философии, после чего поступил в Свято-Владимирскую духовную семинарию, которую окончил в 1967 году. В 1968 году окончил Фордемский университет со степенью магистра в области византологии.
В мае 1969 года епископом Ситкинским и Аляскинским Феодосием (Лазором) был хиротонисан во пресвитера в городе Ситка, Аляска. Там он поступил на исторический факультет Ситкинского филиала Университета Юго-Востока Аляски. Служил на Аляске до августа 1972 года.
В 1972—1973 годы провёл академический отпуск в Монастыре святого Иоанна Крестителя в Эссексе, Англия.
В 1973—1975 годы был настоятелем церкви святых жен мироносиц в Западном Скраменто, Калифорния.
В 1976—1977 годы провёл второй свой академический отпуск на Афоне в монастыре Симонопетра.
По возвращении на Родину окормлял ряд общин в США, пока в 1982 году не получил разрешение от церковной власти навсегда покинуть приходское служение и вести монашескую жизнь.
В 1983—1984 годы он провёл 18 месяцев в Греции, где жил и учился в различных монашеских общинах — от небольших скитов до больших общежительный монастырей, как на Афоне, так и в материковой части Греции.
В 1984 году в небольшом монастыре в Западной Европе, основанным его духовным отцом, архиепископом Василием (Кривошеиным) состоялся его монашеский постриг с именем Сергий в честь преподобного Сергия Радонежского.
Вернувшись на родину, в том же году основал со свои духовным сыном монахом Монастырь святого Григория Паламы в округе Тринити, штат Калифорния. Однако во время его 18-месячного паломничества и монашеской Греции и другая монашеская община с таким же названием переехала в Калифорнию, и, чтобы избежать путаницы, иеромонах Сергий изменил название своей общины, выбрав её духовным покровителем Григория Синаита, наставника Григория Паламы.
В 1986 году монастырь Григория Синаита переехал сначала в Область залива Сан-Франциско, а в 2000 году в округ Лейк, где среди 300 лесистых акров на южных склонах горы Ханна (3900 футов), у восточной части горного хребта Майкамас в городе Лох-Ломонд, община из пяти человек обрела свой постоянный дом.
Будучи негативно настроенным по отношению к «современному синкретическому экуменизму», в частности, к её главному институциональному выражению, Всемирному и региональным советам церквей, монастырь во главе со свои настоятелем, в сентябре 2000 года вышел из Православной церкви в Америке и был принят в юрисдикцию старостильной Святой Православной Церкви в Северной Америке.
26 сентября (9 октября) 2001 году Синод Святой Православной Церкви в Северной Америке учредил новую Сиэтилийскую митрополию на территории штатов США к западу от Миссисипи и избрал викарного епископа Рослиндэйльского Моисея (Махани) митрополитом Сиэтлийским с резиденцией в Монастыре святого Григория Синаита в Келсивилль и офисом в Сиэтле. Настолование состоялось в декабре того же года.
8 августа 2004 году в Соборе святого Нектария в Сиэтле был хиротонисан во епископа Лох-Ломонского, викария митрополита Моисея.
9 апреля 2011 года «митрополит Портландский и Запада Соединенных Штатов» Моисей (Махани) и его викарий епископ Лох-Ломондский Сергий (Блэк) подали прошение о переходе в юрисдикцию Флоринитского Синода Церкви ИПХ Греции. Своё решение «митрополит» Моисей (Махани) и «епископ» Сергий (Блэк) мотивировали тем обстоятельством, что изначально «Бостонский Синод» учреждался как американская церковная структура старостильной Церкви Истинно-Православных Христиан Греции, но впоследствии эта связь с Грецией была разорвана. Желая восстановить утраченную зависимость от греческого старостильничества, именуемого ими Церковью-Матерью, названные иерархи подали прошение о принятии их в юрисдикцию «флоринитского» Синода Церкви ИПХ Греции.
3 мая 2011 года решением Священного Синода Американской митрополии Флоринитского Синода Церкви ИПХ Греции, состоявшемся под председательством «митрополита Американского» Павла (Стратигеаса) вместе с митрополитом Моисеем принят в юрисдикцию флоринитского Синода, при этом епископу Сергию был усвоен титул Портлэндский. Вместе с ними в юрисдикцию Флоринитского Синода перешёл административный центр в Портленде, штат Орегон, а также духовенство, монашествующие и миряне, с приходами и миссиями в западной части Соединённых Штатов.